# Johann Georg Hiedler
Johann Georg Hiedler (bautizado el 28 de febrero de 1792-9 de febrero de 1857) fue el abuelo paterno de Adolf Hitler, según las investigaciones de los historiadores, aunque no está confirmado. Era hijo de Stefan (o Martin según las fuentes) Hiedler (1762-1829) y Anna Maria Göschl (1760-1854).
El hecho de que Johann Georg fuera realmente el abuelo paterno biológico de Hitler se considera no probado (no se sabe exactamente quién fue el abuelo biológico de Adolf Hitler) por los historiadores modernos, pero su caso es el más posible y ampliamente aceptado. Era de Spital (parte de Weitra), en Austria, y se ganaba la vida como un errante oficial molinero. Se casó con su primera esposa en 1824 pero ella murió al dar a luz cinco meses después. En 1842, se casó con Maria Anna Schicklgruber y se convirtió en el padrastro legal de su ilegítimo hijo de cinco años de edad, Alois. Más tarde se afirmó que Johann Georg era el padre de Alois antes de su matrimonio con María, aunque Alois había sido declarado ilegítimo en sus certificados de nacimiento y de bautismo. La afirmación de que Johann Georg era el verdadero padre de Alois no se hizo después del matrimonio de María y Johann Georg, o, de hecho, incluso durante el tiempo de vida de cualquiera de ellos. En 1877, veinte años después de la muerte de Johann Georg y casi treinta años después de la muerte de María, Alois estaba legalmente declarado haber sido el hijo de Johann Georg. 
En consecuencia, Johann Georg Hiedler es una de las tres personas más citadas por los historiadores modernos para haber sido posiblemente el abuelo paterno real de Adolf Hitler. Los otros dos son Johann Nepomuk Hiedler, el hermano menor de Johann Georg, y un judío de nombre Leopold Frankenberger.
En la década de 1950, esta tercera posibilidad era popular entre los historiadores, pero los historiadores modernos ahora han desacreditado la tercera posibilidad, ya que los judíos fueron expulsados de Graz en el siglo XV y no se les permitió regresar hasta la década de 1860, varias décadas después del nacimiento de Alois.